# 圣让德莫里耶讷区
圣让德莫里耶讷区（法語：Arrondissement de Saint-Jean-de-Maurienne），是法国奥弗涅-罗讷-阿尔卑斯大区萨瓦省所辖的一个区。总面积1976平方公里，总人口42946，人口密度22人/平方公里（2017年）。主要城镇为圣让德莫里耶讷。

## 辖区
圣让德莫里耶讷区辖有3个县与56个市镇。